# Michel Dallaire
 (juillet 2024).
Pour les articles homonymes, voir Dallaire.
Michel Dallaire est un designer industriel canadien (québécois), né le 15 août 1942 à Paris, en France.

## Biographie

### Parenté et enfance
Fils du peintre québécois Jean Dallaire et de Marie-Thérèse, Michel Dallaire naît le 15 août 1942, à Paris en France. À l’âge de quatre ans, la famille rentre au Canada. Il sera placé en pension, d’abord chez sa grand-mère maternelle, puis dans un collège de Québec. Michel Dallaire retournera dans sa famille, à Saint-Laurent, à l’âge de 14 ans, vivant alors au sein d’un environnement familial instable. C'est à l'âge de 16 ans qu'on lui apprend la vérité sur son père biologique. En effet, c'est à la suite d'une liaison avec celui qui partageait l'atelier du peintre en France que Marie-Thérèse tombe enceinte. Son vrai père est donc Claude Dodane, fils d'une riche famille d'industriels qui, depuis 1857, fabriquaient des montres et de l'horlogerie militaire,.

### Formation
Alors âgé de 17 ans, il entame ses études à l’Institut des arts appliqués de Montréal où il fait la rencontre de l’enseignant Julien Hébert, un pionnier du design industriel qui deviendra un de ses mentors. Par la suite Dallaire part un an étudier à la Konstfackskolan (l’École supérieure des arts industriels de Stockholm). Il s’est par la suite spécialisé en gestion du design à l’École des Hautes Études Commerciales de Montréal et en transformation des polymères à l’Institut de génie des matériaux du Centre national de recherche à Montréal,,.

## Carrière

### Designer industriel
Au retour de ses études à Stockholm en 1965, il est embauché par Julien Hébert, puis par Jacques Guillon, autre pionnier du design au Québec qui deviendra un autre de ses mentors. C’est à ses côtés que Dallaire fera le design de mobilier pour Habitat 67.
À la suite de cette expérience, il ouvre son propre bureau, « Michel Dallaire Design industriel »(Archive.org • Wikiwix • Archive.is • Google • Que faire ?). Dès 1967, Michel Dallaire s’affirme donc comme concepteur indépendant et connaît alors un enchaînement rapide de succès commerciaux et professionnels.
Rarement plus que cinq personnes à y travailler, Michel Dallaire se targue d’avoir été indépendant tout au long de sa carrière. Ainsi, il a toujours pu avoir le luxe de choisir les projets qui l’intéressent, attiré par les particularités du défi plutôt que par l’attrait pécuniaire. Fort de son succès, il aurait pu engager plus d’employés et ainsi participer à un plus grand nombre de projets. Toutefois, le fait de travailler avec un minimum de collaborateurs lui permet de participer plus activement à la conception plutôt qu’à la gestion d’une équipe, facette de son travail qui l’attire plus que tout.
Son champ d’activités est très varié tout au long de sa carrière et couvre notamment le design d’objets utilitaires, les produits industriels et institutionnels, le mobilier urbain et le matériel de transport,,,.

### Enseignant
Depuis 1998, Michel Dallaire est professeur associé à l’École de design industriel de l’Université de Montréal ainsi qu’à la Faculty of Environmental Design de l’Université de Calgary. De 1988 à 1998, il a été professeur invité régulier au Département supérieur de design industriel de l’École cantonale d’art de Lausanne, en Suisse. En 1993 et 1998, il a animé des séminaires à l’École Nationale Supérieure de Création Industrielle de Paris, l’ENSCI et en 2004 à l’Universidad Nacional Autónoma de Mexico.

### Sa philosophie
Avec son approche minimaliste et sa compréhension de l’expérience usager, Michel Dallaire a révolutionné le monde de l’objet. Pour lui, un objet doit être fonctionnel avant tout, mais doit aussi être séduisant à regarder. Il soutient qu’en design il faut un minimum de controverse afin de produire un effet de surprise, car « Il n'y a pas de séduction sans surprise et il n'y a pas de ventes sans séduction ». Bien qu’il ait le souci de l’esthétique, sa vision de la beauté se veut dans la simplicité. S’autoproclamant architecte des formes utiles, il rejette en bloc l’usage de l’ornementation. Chaque détail esthétique doit avoir sa fonctionnalité. Il insiste donc sur l’importance d’un design intelligent et axé sur l’expérience consommateur,,,,,.

### Implication
Dallaire est président de la Fondation Émile-Nelligan, une société privée sans but lucratif créée en 1979 qui a pour but d'honorer la mémoire du poète québécois et d'aider les arts et les lettres,.

## Créations marquantes

### Torche officielle des jeux de la XXIE Olympiade

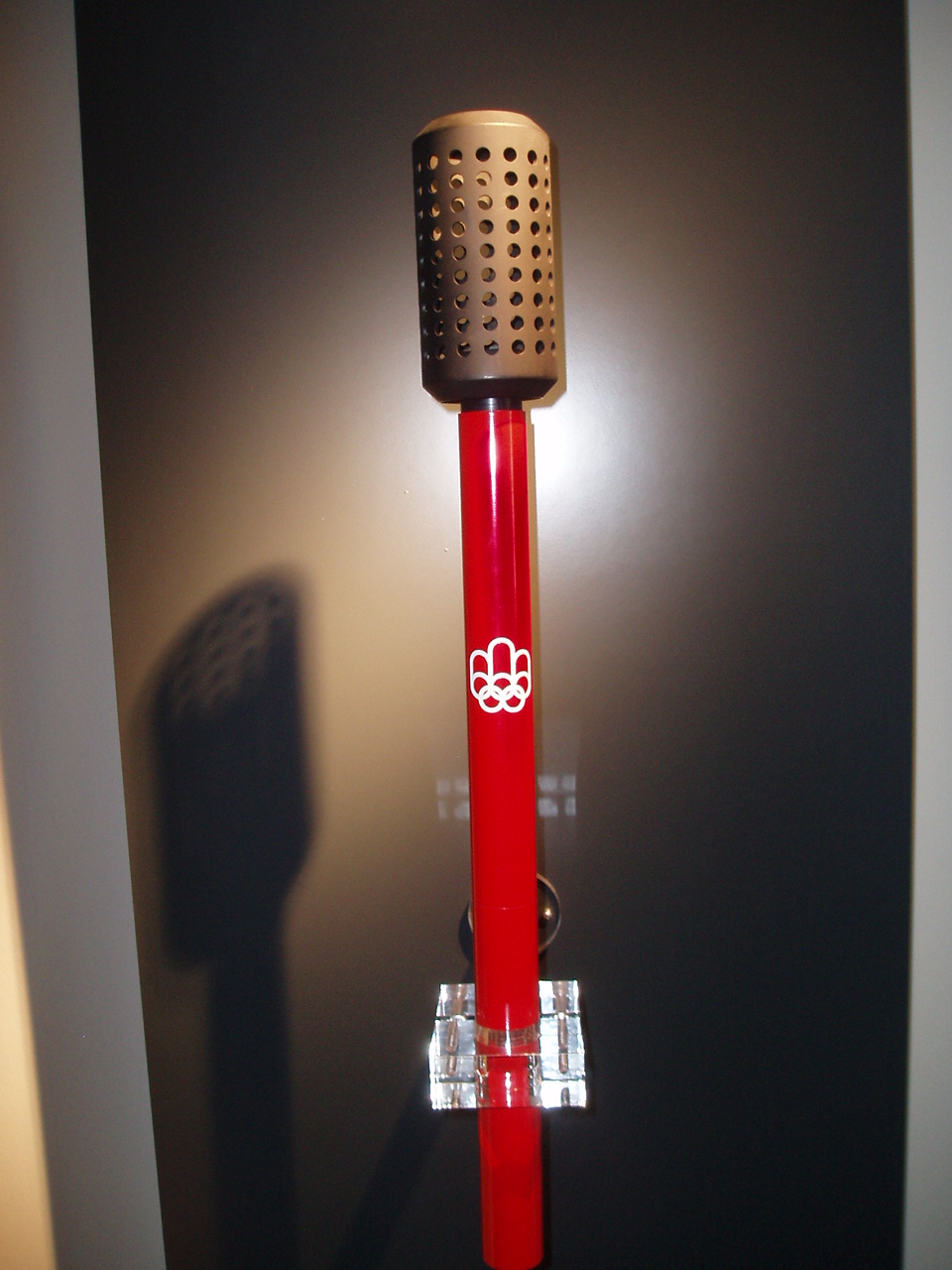
La torche olympique.

La torche olympique pour les JO de 1976 fut le premier contrat important qui propulsa internationalement Michel Dallaire. Inspiré par les torches maison de son enfance, les quenouilles trempées dans des bidons d’essence, il proposa un design épuré qui n’avait jamais été vu auparavant. Préoccupé par l’invisibilité d’une flamme bleue alimentée au butane, il décida d’utiliser l’huile d’olive comme carburant, procurant ainsi une flamme orangée visible même à l’écran,,,,,.

### Mallette Plasticase
Ce porte-documents de plastique moulé en polypropylène a été conçu dans la lancée des montres en plastique SWATCH afin de fournir un accessoire à la mode pour les étudiants et jeunes adultes. Fabriquée dans de multiples coloris en millions d’exemplaires depuis 1984, cette mallette a même été achetée par le Museum of Modern Art de New York,,.

### Mobilier de lecture de la Grande Bibliothèque
Le mobilier, qui fut inspiré par un tableau de Antonello de Messine, devait se marier parfaitement avec l’ensemble de l’aménagement intérieur de la Grande Bibliothèque tout en respectant un budget très limité,,,,.

### Angel Care
Conçu en 1998, ce moniteur pour bébés en forme d’ange, utilisé afin d’entendre une alarme déclenchée par un bébé victime du syndrome de la mort subite, fut un succès planétaire et l’une des créations préférées de M. Dallaire. Il est à ce jour vendu à des millions d’exemplaires dans des dizaines de pays,.

### BIXI
Ce système de vélo en libre-service se démarque par son guidon en forme de panache (référence au Québec), son cadre en boomerang (référence au vélo qui revient toujours) et l’ingénierie invisible de la pièce d’ancrage, protégée par un brevet. Le Bixi fut acclamé par Time Magazine qui le positionne au 19e rang dans son palmarès des 50 meilleures inventions de 2008 et est proclamé « Rolls-Royce » par le maire de Londres pendant les derniers Jeux olympiques. Il a de plus gagné une médaille d’or aux Prix Edison 2009 ainsi qu'une médaille de bronze aux International Design Excellence Awards 2009. Il se positionna comme demi-finaliste au Designpreis, en Allemagne, considéré aux yeux de certains comme le Nobel du design,,,,.

### Ustensile à BBQ
Ces ustensiles aux lignes intemporelles furent un projet personnel de Michel Dallaire qui apprit, à ses dépens, les difficultés de la production et de la distribution. Le succès ne fut pas financier, car le moment coïncidait avec une période économique creuse, mais d’estime puisqu’ils se sont vendus à la boutique du Museum of Modern Art de New York.

### Sphères

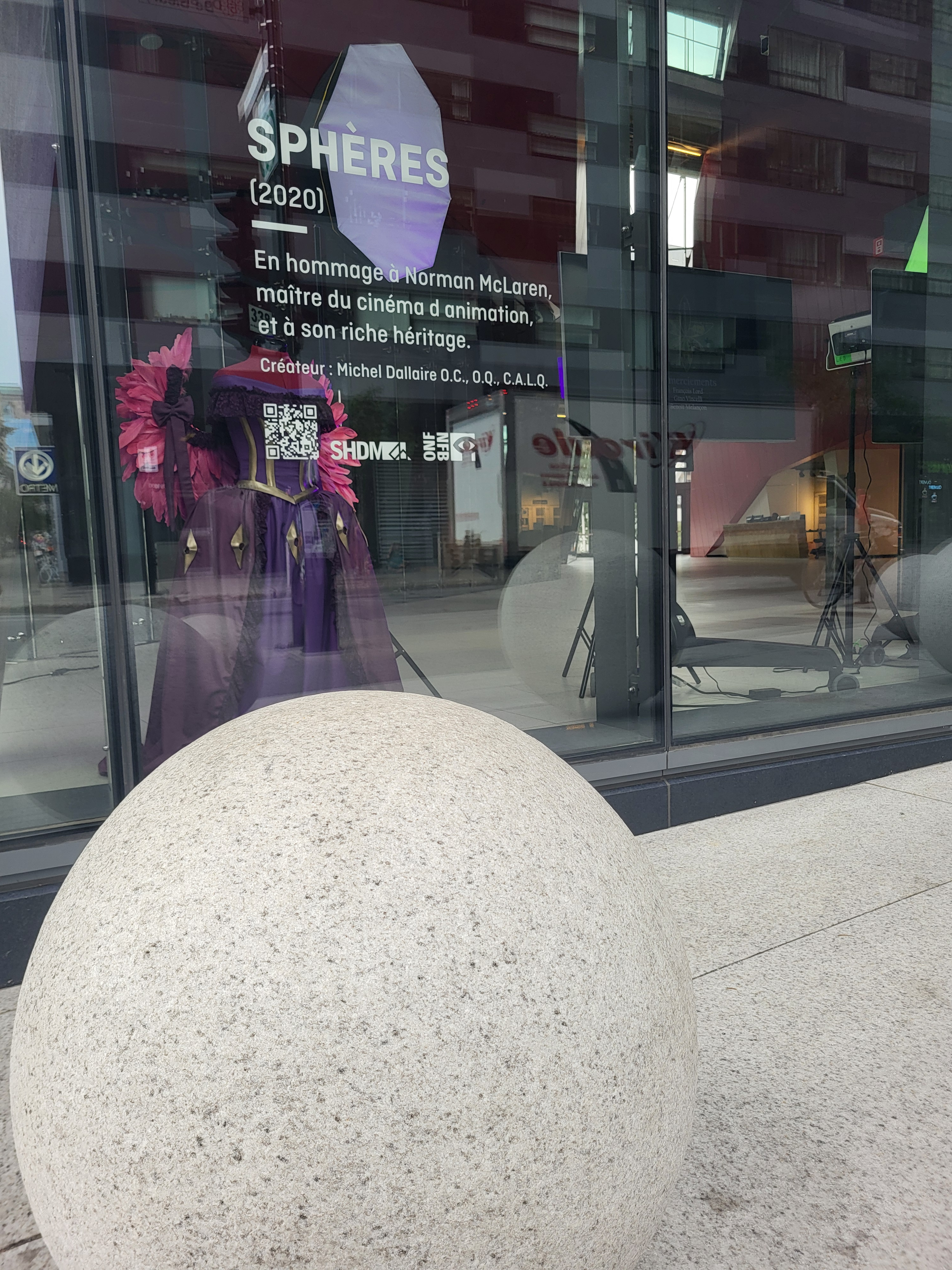
Détail de Sphères, avec signalisation en vitrine

Son installation publique Sphères (stylisée SPHÈRES) est située à côté de l'entrée de l'Îlot Balmoral sur la rue De Bleury à Montréal. L'installation fait référence au court métrage d'animation expérimental du même nom, coréalisé par Norman McLaren et René Jodoin et produit par l'Office national du film du Canada, qui a son siège social dans le bâtiment.

## Expositions
Ses archives font partie de la collection permanente du Musée de la civilisation.
« Mes archives racontent l'histoire d'un designer québécois qui a passé sa vie à faire du design au service de ses semblables et de leur quotidien. »
—Michel Dallaire

## Citations
« On a beau faire ce que l'on veut, notre finalité est dans l'utilité. Dans ce qui est perçu en Art avec un grand A comme bassement utile. J'essaie de donner à l'objet une qualité esthétique qui mérite l'appréciation Art. Je suis intéressé par la beauté, mais pas au détriment de la fonctionnalité. Pas au détriment du compromis mécanique ou technique. Le design, c'est la rencontre, le carrefour de l'art et de la technique. »
—Michel Dallaire
« Il a donné à notre identité collective quelques-unes des formes qui la définissent »
—Yves Deschamps, historien de l’architecture

## Honneurs
Tout au long de son parcours, la carrière de Michel Dallaire a été soulignée par plus d'une dizaine d'honneurs et de prix prestigieux. En voici une liste non exhaustive.
- 1978 - Membre de l'Académie royale des arts du Canada[5]
- 1986 - Médaillé d’or au Prix d'Excellence de Design Canada[5]
- 1991 - Prix Paul-Émile-Borduas par Le ministère des Affaires culturelles du Québec[5],[20]
- 1994 -  Chevalier de l'Ordre national du Québec[21]
- 1999 - Grand Prix du 27e Salon International des Inventions de Genève [5]
- 1999 -  Membre de l'Ordre du Canada[22]
- 2000 - Grand Prix et Prix Spécial en recherche de l’Institut de Design Montréal [5]
- 2007 -  Officier de l'Ordre national du Québec[23]
- 2007 - Doctorat Honorifique de l'University of Calgary[24]
- 2009 - Personnalité de la semaine par le journal La Presse et Radio-Canada du 24 août 2009[25]
- 2016 -  Officier de l'Ordre du Canada[26]
- 2017 - Compagnon de l'Ordre des arts et des lettres du Québec[27], honneur décerné par le Conseil des arts et des lettres du Québec.